# The United States of America (album)
Az 1968-as The United States of America a The United States of America egyetlen nagylemeze. Több alkalommal újból kiadták, és máig pozitív kritikákat kap. Szerepel az 1001 lemez, amit hallanod kell, mielőtt meghalsz című könyvben.

## Az album dalai

### Eredeti kiadás
| 1. | The American Metaphysical Circus            | Joseph Byrd             | 4:56 |
| 2. | Hard Coming Love                            | Byrd, Dorothy Moskowitz | 4:41 |
| 3. | Cloud Song                                  | Byrd, Moskowitz         | 3:18 |
| 4. | The Garden of Earthly Delights              | Byrd, Moskowitz         | 2:39 |
| 5. | I Won't Leave My Wooden Wife for You, Sugar | Byrd, Moskowitz         | 3:51 |

| 6.  | Where Is Yesterday                                                                          | Gordon Marron, Ed Bogas, Moskowitz                            | 3:08 |
| 7.  | Coming Down                                                                                 | Byrd, Moskowitz                                               | 2:37 |
| 8.  | Love Song for the Dead Che                                                                  | Byrd                                                          | 3:25 |
| 9.  | Stranded in Time                                                                            | Marron, Bogas                                                 | 1:49 |
| 10. | The American Way of Love (Metaphor for an Older Man/California Good time Music/Love Is All) | Byrd/Byrd/Byrd, Moskowitz, Rand Forbes, Craig Woodson, Marron | 6:38 |

### Bónuszdalok az 1992-es kiadásról
|     | Cím              | Szerző(k) | Hossz |
| --- | ---------------- | --------- | ----- |
| 11. | Osamu's Birthday | Byrd      | 2:59  |
| 12. | No Love to Give  | Moskowitz | 2:36  |

### Bónuszdalok a 2004-es kiadásról
|     | Cím                                         | Szerző(k)       | Hossz |
| --- | ------------------------------------------- | --------------- | ----- |
| 11. | Osamu's Birthday                            | Byrd            | 2:59  |
| 12. | No Love to Give                             | Moskowitz       | 2:36  |
| 13. | I Won't Leave My Wooden Wife for You, Sugar | Byrd, Moskowitz | 3:45  |
| 14. | You Can Never Come Down                     | Byrd            | 2:32  |
| 15. | Perry Pier                                  | Moskowitz       | 2:37  |
| 16. | Tailor Man                                  | Moskowitz       | 3:06  |
| 17. | Do You Follow Me                            | Kenneth Edwards | 2:34  |
| 18. | The American Metaphysical Circus            | Byrd            | 4:01  |
| 19. | Mouse (The Garden of Earthly Delights)      | Byrd, Moskowitz | 2:39  |
| 20. | Heresy (Coming Down)                        | Byrd, Moskowitz | 2:32  |

## Helyezések
| Év   | Lista                | Helyezés |
| ---- | -------------------- | -------- |
| 1967 | Billboard Pop Albums | 181      |

## Kiadások
| Ország             | Dátum            | Kiadó                | Formátum | Katalógusszám |
| ------------------ | ---------------- | -------------------- | -------- | ------------- |
| Egyesült Királyság | 1968             | EMI/Columbia Records | LP       | 63340         |
| Egyesült Államok   | 1968             | Columbia             | LP       | CS 9614       |
| Egyesült Királyság | 1997             | Edsel Records        | CD       | EGCD 541      |
| Egyesült Államok   | 2004. július 13. | Sundazed Records     | CD       | SC 11124      |
| Egyesült Államok   | 2008             | Sundazed Records     | LP       | LP 5211       |

## Közreműködők
- Joseph Byrd – elektromos zene, elektromos csembaló, orgona, calliope, zongora
- Dorothy Moskowitz – ének
- Gordon Marron – elektromos hegedű, gyűrűs modulátor
- Rand Forbes – basszusgitár
- Craig Woodson – elektromos dob, ütőhangszerek
- Ed Bogas – orgona, zongora, calliope